# PGC 33788
LEDA/PGC 33788 ist eine Spiralgalaxie vom Hubble-Typ Scd im Sternbild Hydra südlich der Ekliptik, die schätzungsweise 58 Millionen Lichtjahre von der Milchstraße entfernt ist. Gemeinsam mit sechs weiteren Galaxien bildet sie die NGC 3585-Gruppe (LGG 230).